# Stictoptera albosuffusa
Stictoptera albosuffusa là một loài bướm đêm trong họ Noctuidae.